# Makkaraberg
Makkaraberg är ett naturreservat i Torsby kommun i Värmlands län.
Området är naturskyddat sedan 2001 och är 35 hektar stort. Reservatet omfattar nedre delen av nordöstra sluttningen av Makkarberg med en mindre våtmark i nordost. Reservatet består av barrskog och sumpskog. 